# サミュエル・R・ディレイニー
サミュエル・レイ・ディレイニー（Samuel Ray "Chip" Delany, Jr. [dəˈleɪni], 1942年4月1日 - ）は、アメリカ合衆国の小説家、SF作家、文学評論家。1960年代後半以降のアメリカにおけるニュー・ウェーブ、あるいはスペキュレーティヴフィクションの代表的な作家の一人。愛称はチップ(Chip)。日本での表記にはディレイニーほかディレーニイ、ディレーニもある。
言語とリズム、そして構成にこだわり抜いたスタイルを特徴とし、流麗な文体で美しい光景と深い哲学的思索を描き出す、SF作家でも屈指の存在。暗喩を多用することにも特徴があり、物語の裏に別の物語を読み取ることもできる構成について、初期の代表作『エンパイア・スター』において世界の多面的な解釈の意味で使われた「マルチプレックス (multiplex)」という語によって、作品の多面的な読み方を示唆するとともにディレイニーを象徴させることも多い。
その作品には黒人にして詩人・ミュージシャンでありゲイでもあるという作者自身の複雑な経歴が反映されており、アメリカ黒人思索小説の先覚者ともされる。

## 経歴
ニューヨークのハーレム地区で、葬儀会社を営む父サミュエル・レイ・ディレイニーと、ニューヨーク市立図書館に勤める母マーガレット・ケアリー・ボイドの間に生まれる。父方の祖父ヘンリー・ベアド・ディレイニーは、奴隷解放後に学校経営者となり米国聖公会最初の黒人司教となった。その長女セアラ・ルイーズと次女アン・エリザベスは、奴隷制以来の家族史『セイディーとベッシー - アメリカ200年を生きた私たち』（1993年）を執筆し、ディレイニー姉妹として知られる。
ニューヨークの富裕層の子弟が通う名門私立のドルトン・スクールに通い、少年時代から読書好きで、友人や夏季キャンプで一緒になった上級生の影響でSFを知る。ニューヨーク最難関の公立高校のブロンクス科学高等学校で数学を専攻したが、在学中の17歳の時に書いた最初の長編小説で、ブレッドローフ作家会議の奨学金をうける。18歳の時に「セブンティーン」誌に作品が掲載され、ニューヨーク市立大学に進学するが1年で中退。1961年にブロンクス高校時代に知り合ったユダヤ系アメリカ人の詩人マリリン・ハッカーと結婚し一女を儲けた。19歳の時に、エース・ブックスの編集をしていた妻に自分の見た悪夢を表現しようとして、初めてのSF長編である『アプターの宝石』を書き、妻の勧めでブルーノ・コロブロのペンネームでエース・ブックスに投稿し、ドナルド・A・ウォルハイムに認められ、当時エース・ブックスから出ていた、2作を1冊にまとめたエースダブルとしてジェイムズ・ホワイト『二度目の終末』と一緒に出版され、SF作家としてスタートを切る。その後、メキシコ湾のエビ漁船に乗り組んだり、フォークシンガーとしてヨーロッパを彷徨したりしながら創作を続けた。
『ベータ2のバラッド』『エンパイアスター』など、初期の6作目までの中編はエースダブルとして出版された。23歳のときに第7作として発表した『バベル‐17』がネビュラ賞を受賞して、一躍注目されるようになった。23歳の頃に自殺衝動に駆られて精神病院に入院、退院後にはニューヨークで「天国の朝食(Heavenly Breakfast)」というヒッピー・コミューンに参加し、また同名のロックバンドで演奏活動を行う。1967年に自伝的要素と神話の統合という試みを行った長編『アインシュタイン交点』、及び短編「然り、そしてゴモラ」でネビュラ賞を受賞した。1968年には中編「時は準宝石の螺旋のように」でヒューゴー賞とネビュラ賞をダブル受賞。
1970年から妻のマリリン・ハッカーと共同編集で、スペキュレイティブ・フィクションのアンソロジー「クォーク (Quark)」を、71年まで4冊を刊行、自身の新しいSF観を打ち出した。1974年にレズビアンの妻であるマリリン・ハッカーと離婚。
1975年に刊行された大作『ダールグレン』はSF界内外から高い評価を受けて70万部のベストセラーとなる。この年からレスリー・フィードラーの推薦でニューヨーク州立大学の講師となり、続いてウィスコンシン大学、コーネル大学などで教鞭をとり、2000年からはテンプル大学で英米文学と創作の専任教授となる。70年代から90年代にかけては大学教授としての経験から、文学批評や自伝的作品が増えていき、記号論やポスト構造主義理論にも傾倒したことで、剣と魔法小説「ネヴェリヨン」シリーズでもそれらの思想が織り込まれ、『星々は砂粒のごとくポケットに』では宇宙の他民族問題についての思弁されている。
2007年にはフレッド・バーニー・テイラー監督による映画『博識の人、またはサミュエル・R・ディレイニー氏の人生と意見』が公開。2010年にはジェイ・シャイブが『ダールグレン』を脚色した演劇『都市の破壊者ベローナ』を、前衛劇場ザ・キッチンで上映した。

## 作品と評価
ジュディス・メリルは「現在のSF界でほとんど類のない地位にある-誰もが彼を愛している。”本格派”、気楽な読者、文学的ファン、”ニューウェーブ”派 - ディレーニイはすべての読者にとってすべてのものだ」とし、また『バベル-17』、『エンパイアスター」について「恐ろしくメロドラマ的で荒唐無稽な道具立てを、衝撃的なほど力強いイメージや洞察と混ぜ合わせる」と述べた。この時期のディレイニーについては、ブライアン・オールディス、デイヴィッド・ウィングローヴ『1兆年の宴』では「その特色は、レトリックの一形態としての過剰の美にある」「創作という実務への知的なアプローチと、SFではろくな使い方をされていなかった厖大なメタファーの宝庫の認知 - この二つこそ、ディレイニー作品でなにより評価されているものなのである」と記している。
『バベル-17』の主人公リドラは妻をモデルにしているといい、冒頭でマリリンの詩が引用されている。『エンパイア・スター』は少年が銀河文明の中心に向けた旅において、無知なるシンプレックスからコンプレックス、マルチプレックスへと成長していくワイドスクリーン・バロック的作品で、ダグラス・バーバーは「SF界でもっともすぐれた言葉の魔術師の一人であり、真の”作り手”なのである」「彼はSFのもっとも重要な実験家の一人となり、『エンパイア・スター』以降の小説では、新しい、そしてエキサイティングな小説手法を見つけては、自分の創作に取り入れているのだ」と評した。
『アインシュタイン交点』は遠未来の地球で文明の再建を目指す旅を描く物語で、ジュディス・メリルは「平易な表面の物語とリリカルな文章にまどわされてはいけない。これはいくたびも蒸留され、極度に濃縮された、濃密な化合物なのである」と評した。『アインシュタイン交点』(The Einstein Intersection)という題はドナルド・A・ウォルハイムが出版時に付けたもので、ディレイニーのつけていた元の題はA Fabulous, Formless Darknessであり、後年この題で刊行された版もある。また『アインシュタイン交点』の作中におけるゲーデルの不完全性定理についての説明が間違っていることは、後に本人も『静かな対話』の巽孝之によるインタビューの中で認めている。
『ノヴァ』は、銀河系の覇権を巡って、超エネルギー物質を採取するために爆発する新星（ノヴァ）の中心部に飛び込んでいくというスペースオペラを、プロメテウス神話や聖杯伝説など様々な神話や祖型の暗喩によって構成したもので、ジュディス・メリルは「見慣れた宇宙冒険物語の水面の下に、ディレイニーの内的世界の奇怪で豊かな生物相が群がり、きらめいているのだ」と述べ、『1兆年の宴』では「疑いもなく彼の最高傑作であり、『ザンジバーに立つ』、アレクセイ・パンシンの『成長の儀式』などの現代SFをはるかに凌いで、『アンドロイドは電気羊の夢を見るか?』と並ぶ出来ばえを見せている」と評ししている。。
1970年代のSFアートのブームと、それに続く映画『スター・ウォーズ』によるSFブームの影響による新しい試みとして、1978年にヴィジュアル・ノヴェル『エンパイア』を刊行、1981年に初期の短編7作に異なる画家のイラストを付け、自身の小説作法を語った序文「疑いと夢について」を収めた『プリズマティカ』を刊行した。
『コロンビア大学版アメリカ文学史』(1988年)では、ラリイ・マキャフリイはディレイニーが「メタフィクション的構造によってSFと主流文学のはざまを縫う作家」と指摘され、イングリッド・ターラー『環太平洋系黒人思弁小説』(2010年)では、「今日隆盛をきわめるアメリカ黒人思弁小説全体の系譜において、ディレイニーはすでにひとりの優れた先覚者」であると認められている。

## 著作リスト

### 小説
- 『アブターの宝石（英語版）』The Jewels of Aptor 1962年
- Out of the Dead City (Captives of the Flame) 1963年
- The Tower of Toron 1964年
- City of a Thousand Suns 1965年
- 『ベータ2のバラッド（英語版）』The Ballad of Beta-2 1965年
- 『エンパイア・スター（英語版）』Empire Star 1966年
- 『バベル-17』BABEL-17 1966年
- 『アインシュタイン交点（英語版）』The Einstein Intersection 1967年
- 『ノヴァ（英語版）』Nova 1968年
- 『時は準宝石の螺旋のように（英語版）』Driftglass 1971年 - 短編集。表題作の原題は Time Considered as a Helix of Semi-Precious Stones
- The Tides of Lost 1973年
- 『ダールグレン（英語版）』Dhalgren 1975年
- 『トライトン（英語版）』Triton 1976年
- 『エンパイア』Empire 1978年 - ハワード・V・チェイキンとの合作コミック
- 『プリズマティカ（英語版）』Distant Stars 1981年 - 短編集。「エンパイアスター」を含む
- 『星々は砂粒のごとくポケットに（英語版）』Stars in My Pocket Like Grains of Sand 1984年
- The Mad Man 1994年
- Hogg 1995年
- Bread & Wine 1999年 - グラフィック・ノベル。イラストはミア・ウルフ
- Phallos 2004年
- Dark Reflections 2007年
- 『ドリフトグラス』国書刊行会、2014年 - 全中短篇を集めた日本オリジナル作品集

### The Return to Neveryonシリーズ
- Tales of Neveryon 1979年（短篇集）
- Neveryona 1983年
- Flight from Neveryon 1985年
- The Bridge of Lost Desire 1987年

### 評論
- 『宝石蝶番の顎』The Jewel-Hinged Jaw 1977年
- 『アメリカの岸辺』The American Shore 1978年
- 『右舷のワイン』Starboard Wine 1984年
- 『メッシナ海峡』The Straits of Messina 1989年
- 『長めの考察』Longer Views 1996年
- 『サイボーグ・フェミニズム』ダナ・ハラウェイ,ジェシカ・アマンダ・サーモンスンとの共著。「読むことの機能について、ダナ・ハラウェイ「サイボーグ宣言」を中心に」を収録。Reading at Work and Other Activities Frowned-on by Authority : a reading of Donna Haraway's "A Manifesto for Cyborgs"

### 自伝・エッセイ
- 『天国の朝食』Heavenly Break First 1979年（回想録）
- In The Once Upon A Time City 1984年（エッセイ）
- 『水にゆらぐ光』The Motion of Light in Water 1988年（自伝）
- 『静かな対話』1994年（インタビュー集）

### アンソロジー
Quark（マリリン・ハッカーとの共編）
- Quark 1 1970年
- Quark 2 1970年
- Quark 3 1971年
- Quark 4 1971年

## 受賞歴
- 1966年 ネビュラ賞長編部門 - 『バベル‐17』
- 1967年 ネビュラ賞長編部門 - 『アインシュタイン交点』
- 1967年 ネビュラ賞短編部門 - 「然りそしてゴモラ」
- 1969年 ネビュラ賞中短編部門、1970年 ヒューゴー賞短編部門 - 「時は準宝石の螺旋のように」
- 1975年 ローカス賞オールタイムベストSF 36位 - 『バベル-17』
- 1977年 ローカス賞オールタイムベストSF作家 16位
- 1987年 ローカス賞オールタイムベストSF 23位 - 『ダールグレン』
- 1986年 ピルグリム賞 - 文学批評の業績に対して
- 1989年 ヒューゴー賞ノンフィクション部門 - 『水にゆらぐ光』
- 1993年 ウィリアム・ホワイトヘッド記念賞 - 長年のゲイ&レズビアン文学への貢献に対して
- 2008年 ストーンウォール図書賞賞 - Dark Reflections